# グリーブ

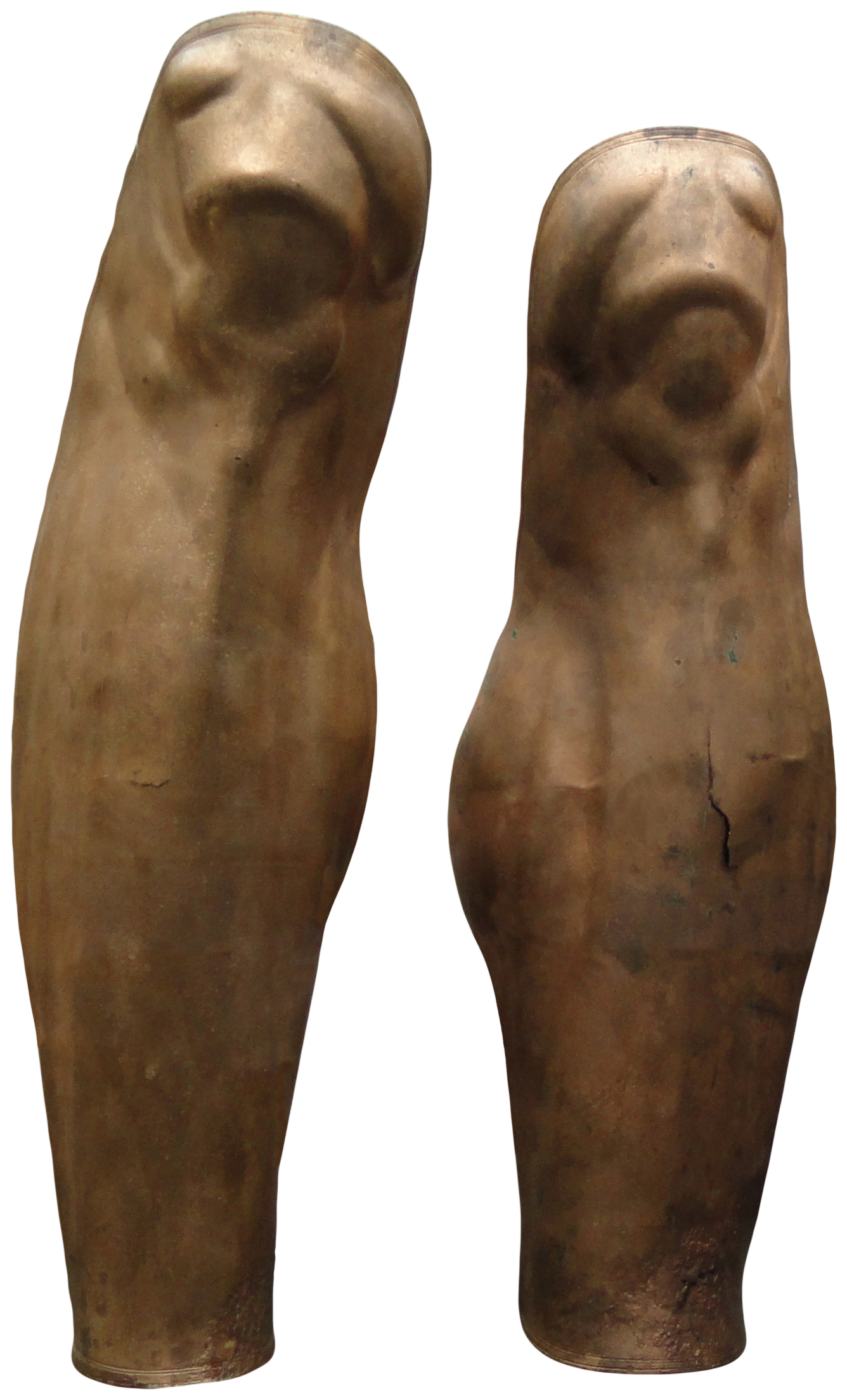
紀元前500年頃のギリシアのクネーミードス。ミュンヘン、州立古代美術博物館（en）所蔵

グリーブ（英：greave, 古フランス語で「向こうずね」もしくは「向こうずね当て」の意味。アラビア語のjaurabより）は、鎧の一部で、足を保護するもの。

## 概要
多くの場合左右一対で作成される。材質としては、芯を入れた布や、鋼板などが使われる。足の下部のみを保護するタイプや、上方に伸びて腿も保護するタイプなどがある。
グリーブは重歩兵の鎧の一般的な部品で、古代から使われてきた。ギリシアの重装歩兵は両足に青銅製の脛当（クネーミードス、κνημιδος、knemidos)をつけていた。軍制改革以前のローマ共和国の軍隊において、最上級の装備をつけた隊はトリアリイ（Triarii）と言われるが、彼らは両足の向こうずねに古代ギリシア風の脛当（オクレア、ocrea）をつけていた。装備のクラスがやや落ちるプリンキペス（Principes）、さらに下のハスタティ（Hastati）と言われる隊では、しばしば片方（左足）だけ脛当をつけたか、あるいはつけていなかった。ローマの百人隊長は一般とは違った形のものをつけていた。帝国後期の兵士は百人隊長以外は脛当をつけないようになった。
中世になると、足の後部も保護するグリーブが開発された。それはフルグリーブと呼ばれる。前面だけを保護するものはハーフグリーブ、デミグリーブなどと言われる。
グリーブは、旧約聖書のダビデ対ゴリアテの話で、ゴリアテが身につけていたとも記されている。
日本の侍は同様の脛当をつけていた。

## 脛当
小具足のうち、着用者の脛を保護する防具。後に立挙（たてあげ）というものが付けられ、膝も保護できるようになった。大きく分けて、古い形式である筒脛当と新しい形式である篠脛当の2つに分類される。

## ギャラリー

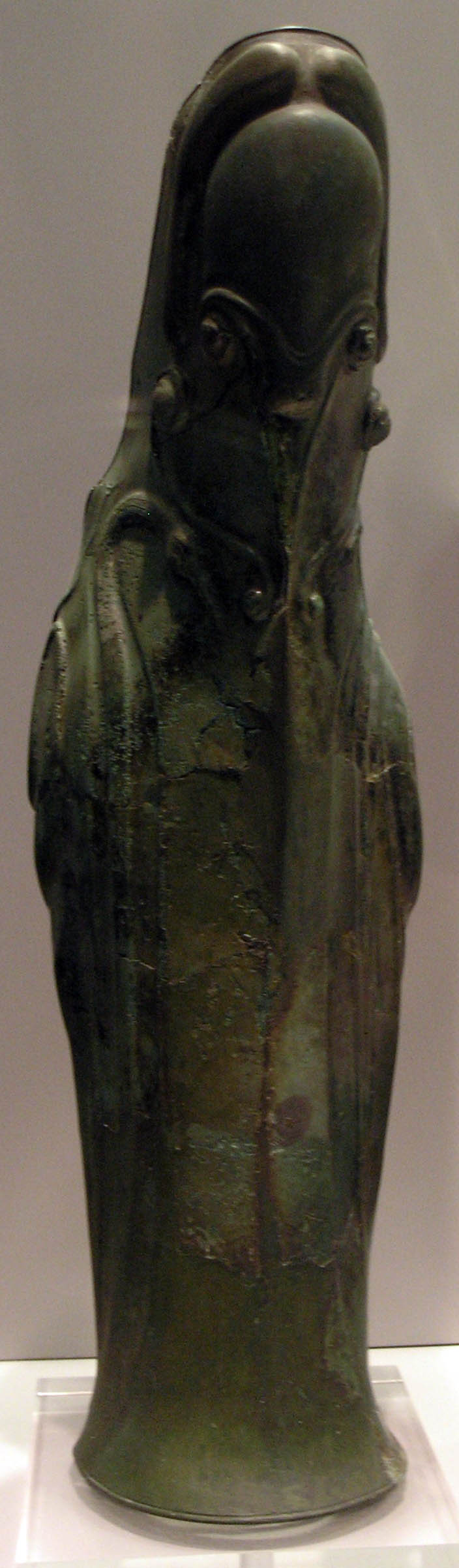
ギリシアのクネーミードス
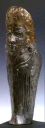
トラキアのグリーブ。ルーマニアで出土。
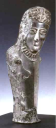
トラキアのグリーブ
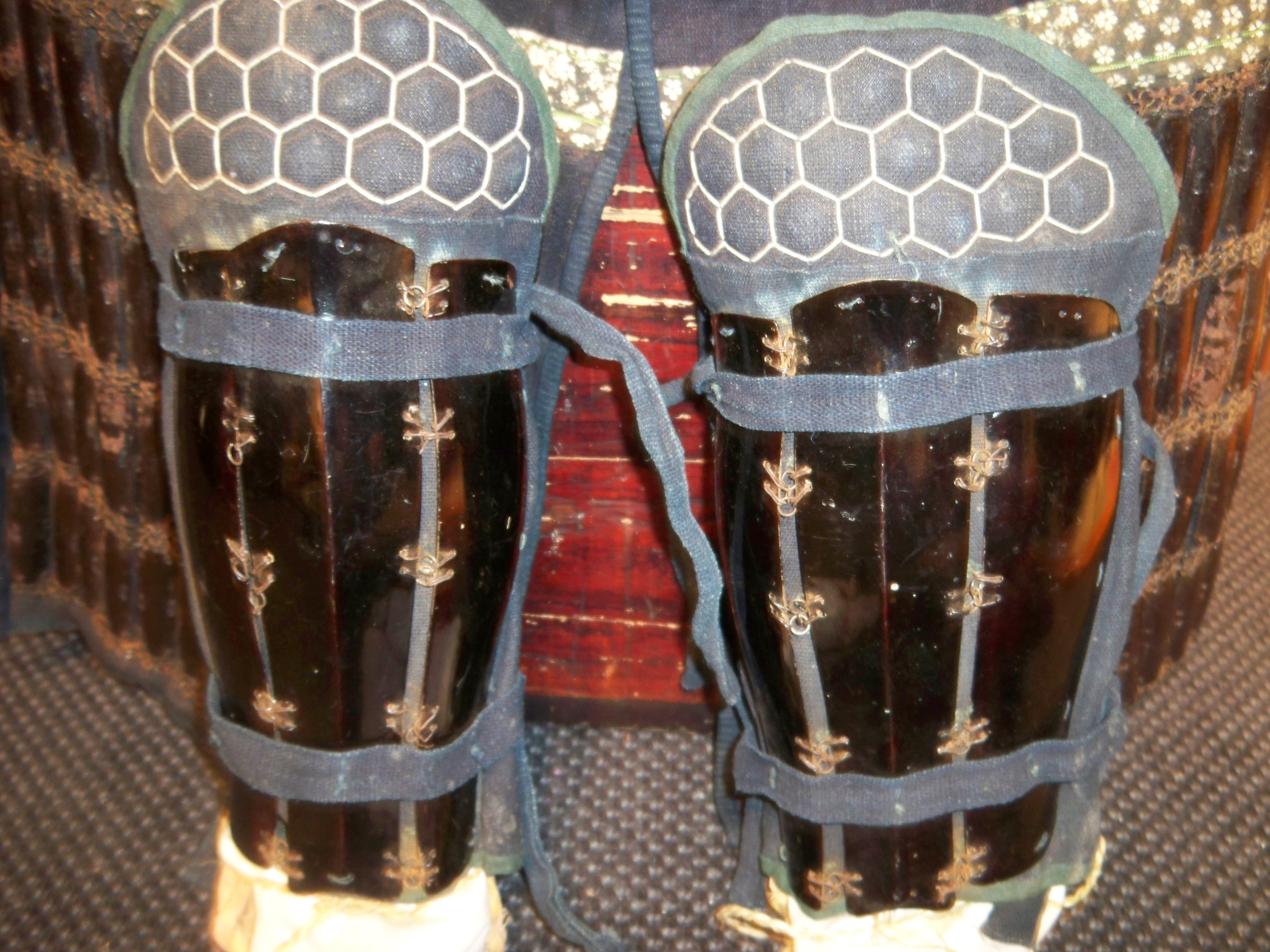
江戸時代の脛当